# Rio Ichilo
O rio Ichilo é um curso de água  da bacia do rio Amazonas que serve de limite interdepartamental entre Santa Cruz e Cochabamba.
Nasce no sopé da serrania de Racete, na província de Manuel María Caballero, departamento de Santa Cruz, a 2.437 m, com o nome de Alto Ichilo. Após se juntar ao rio Moyle, passa a se chamar rio Ichilo, a partir deste ponto percorre 370 km até sua confluência com o rio Chapare, onde formam o rio Mamorecillo.
Entre seus afluentes mais importantes estão os rios Sajata, Víbora, Chimoré e Choré.
A sua bacia cobre a superfície das províncias de Manuel María Caballero Florida, Guarayos e Ichilo  no departamento de Santa Cruz, e as províncias de Narciso Campero, Carrasco e Chapare no  departamento de Cochabamba.